# Villa Maria (Dresden)

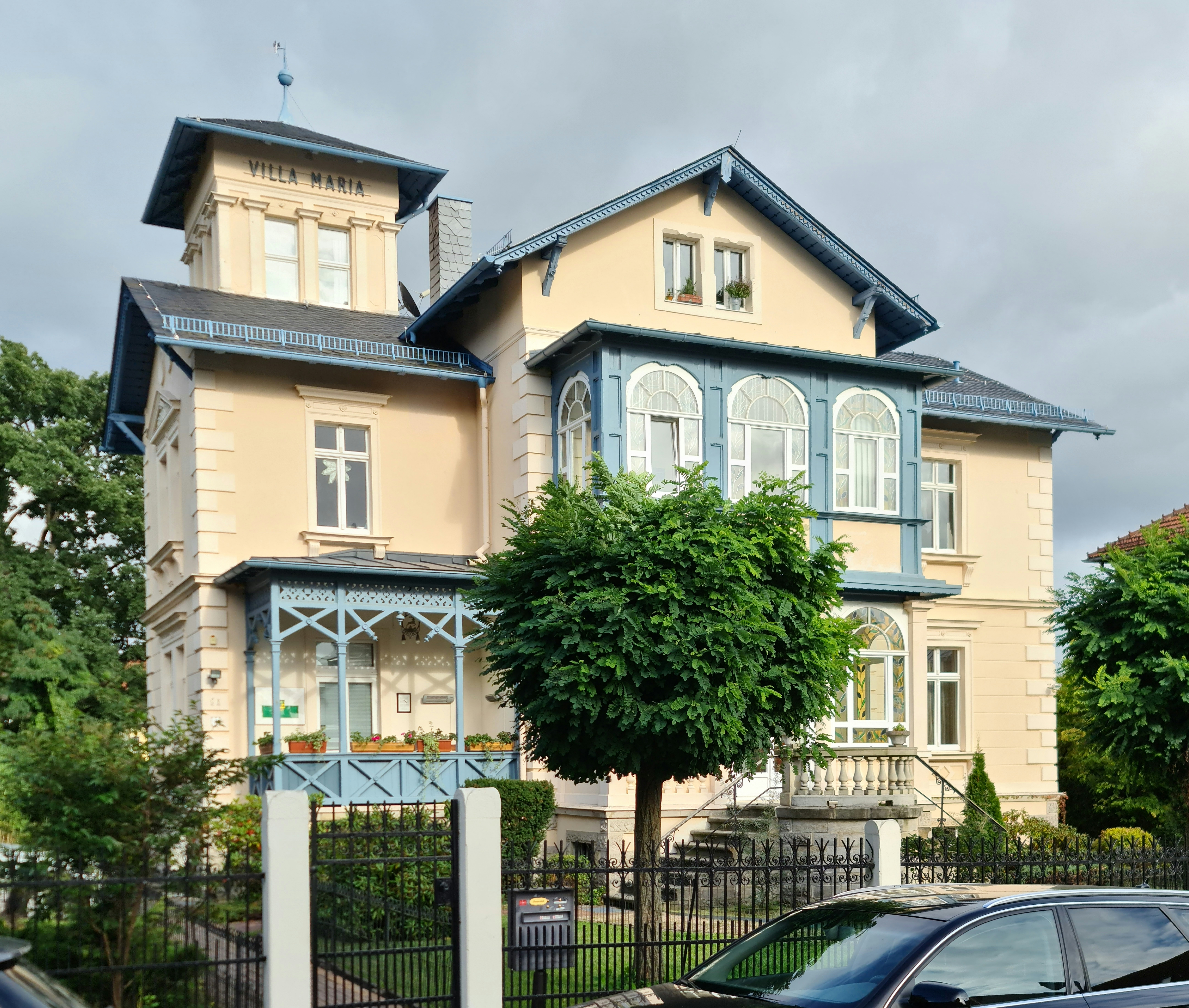
Villa Maria

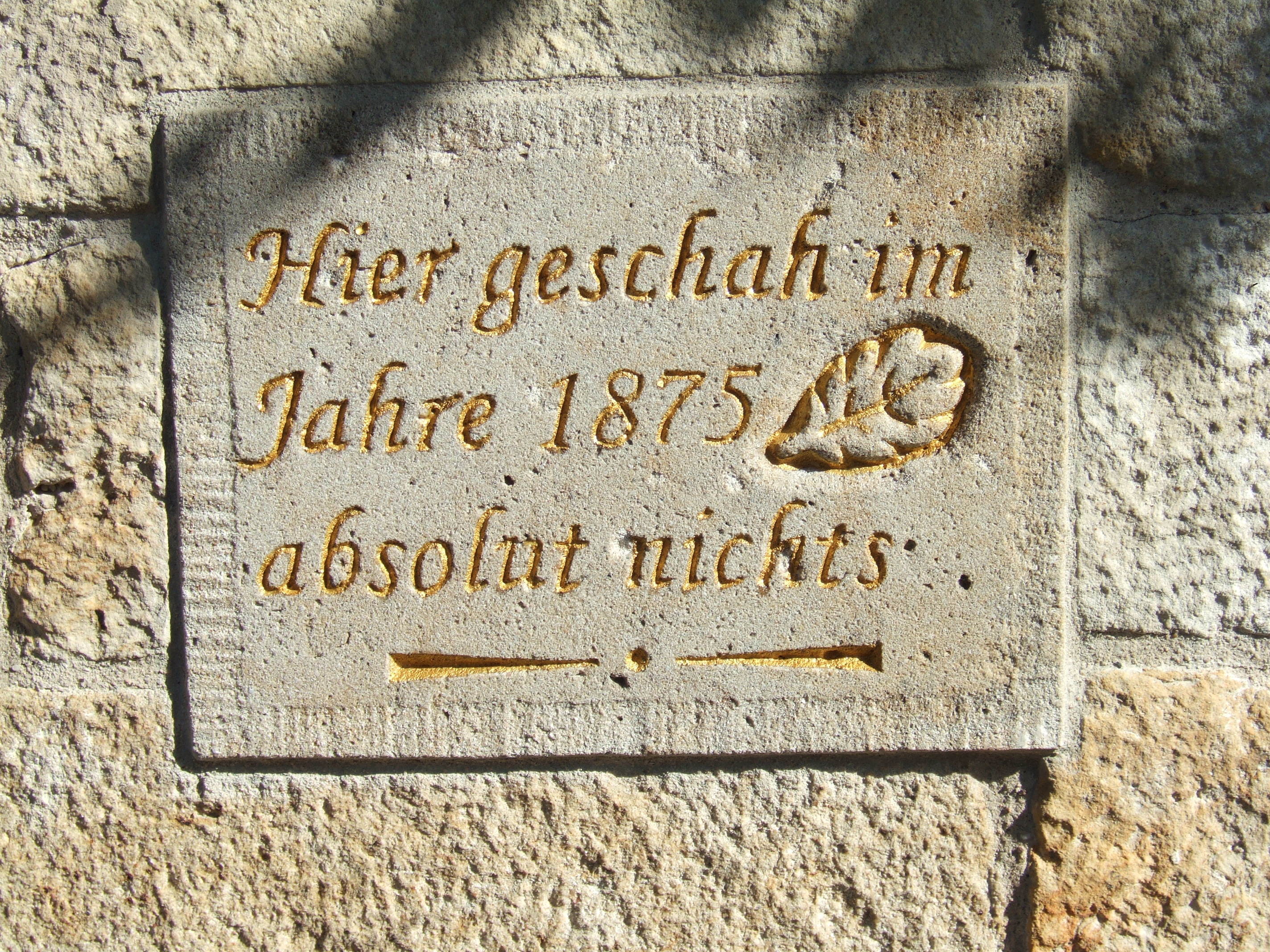
Villa Maria, Inschrift

Die Villa Maria ist ein denkmalgeschütztes Gebäude auf der Bergbahnstraße 1 im Dresdner Stadtteil Oberloschwitz. Sie ist das älteste Gebäude der Straße und liegt unweit der Dresdner Standseilbahn, des Luisenhofs und der Villa San Remo.

## Geschichte
Die Villa Maria wurde um 1879 als „neoklassizistische Villa im Landhausstil“ errichtet. Die Villa, die ursprünglich Villa Dora hieß, wurde später nach Maria Rink benannt. Sie besaß die Villa kurz nach 1900 und war Gerüchten nach eine uneheliche Tochter von Friedrich August III.
Wurde das Haus vor 1945 noch durch verschiedene Maßnahmen instand gehalten, verfiel es bis in die 1970er-Jahre. Als der Opernsänger Gunther Emmerlich (1944–2023) das Haus erwarb, war das akut einsturzgefährdete Obergeschoss der Villa bereits gesperrt worden. Emmerlich ließ das Gebäude nach 1990 aufwändig restaurieren. Dabei kamen unter anderem auch ornamental gestaltete Fliesen im Eingangsbereich wieder zum Vorschein, die zuvor von mehreren Schichten Linoleum überdeckt waren.
Die Villa lehnt sich an den italienischen Neoklassizismus an. Sie hat hervorgehobene Mauerabschlüsse und auf der Rückseite einen Turmbau, der den Namen der Villa trägt. An der Außenmauer des Grundstücks befindet sich eine Tafel mit der Inschrift „Hier geschah im Jahre 1875 absolut nichts.“
1988 wurde in der Villa der Film Die Weihnachtsgans Auguste gedreht.